# Shamit Shome
Shamit Shome (Edmonton, 5 settembre 1997) è un calciatore canadese di origini bengalesi, centrocampista del Cavalry.

## Carriera
Il 5 gennaio 2021 fa ritorno all'FC Edmonton.

## Statistiche

### Presenze e reti nei club
Statistiche aggiornate al 9 novembre 2020.
| Stagione               | Squadra                | Campionato             | Campionato | Campionato | Coppe nazionali | Coppe nazionali | Coppe nazionali | Coppe continentali | Coppe continentali | Coppe continentali | Altre coppe | Altre coppe | Altre coppe | Totale | Totale |
| Stagione               | Squadra                | Comp                   | Pres       | Reti       | Comp            | Pres            | Reti            | Comp               | Pres               | Reti               | Comp        | Pres        | Reti        | Pres   | Reti   |
| ---------------------- | ---------------------- | ---------------------- | ---------- | ---------- | --------------- | --------------- | --------------- | ------------------ | ------------------ | ------------------ | ----------- | ----------- | ----------- | ------ | ------ |
| 2016                   | FC Edmonton            | NASL                   | 26         | 0          | CC              | 1               | 0               | -                  | -                  | -                  | -           | -           | -           | 27     | 0      |
| 2017                   | Montréal Impact        | MLS                    | 1          | 0          | CC              | 0               | 0               | -                  | -                  | -                  | -           | -           | -           | 1      | 0      |
| 2018                   | Montréal Impact        | MLS                    | 5          | 0          | CC              | 1               | 0               | -                  | -                  | -                  | -           | -           | -           | 6      | 0      |
| 2019                   | Montréal Impact        | MLS                    | 27         | 1          | CC              | 5               | 0               | -                  | -                  | -                  | -           | -           | -           | 32     | 1      |
| 2020                   | Montréal Impact        | MLS                    | 12         | 0          | CC              | -               | -               | CCL                | 1                  | 0                  | -           | -           | -           | 13     | 0      |
| Totale Montreal Impact | Totale Montreal Impact | Totale Montreal Impact | 45         | 1          |                 | 6               | 0               |                    | 1                  | 0                  | -           | -           | -           | 52     | 1      |
| Totale carriera        | Totale carriera        | Totale carriera        | 72         | 1          |                 | 7               | 0               |                    | 1                  | 0                  | -           | -           | -           | 80     | 1      |

### Cronologia presenze e reti in nazionale
| Cronologia completa delle presenze e delle reti in nazionale ― Canada | Cronologia completa delle presenze e delle reti in nazionale ― Canada | Cronologia completa delle presenze e delle reti in nazionale ― Canada | Cronologia completa delle presenze e delle reti in nazionale ― Canada | Cronologia completa delle presenze e delle reti in nazionale ― Canada | Cronologia completa delle presenze e delle reti in nazionale ― Canada | Cronologia completa delle presenze e delle reti in nazionale ― Canada | Cronologia completa delle presenze e delle reti in nazionale ― Canada |
| Data                                                                  | Città                                                                 | In casa                                                               | Risultato                                                             | Ospiti                                                                | Competizione                                                          | Reti                                                                  | Note                                                                  |
| --------------------------------------------------------------------- | --------------------------------------------------------------------- | --------------------------------------------------------------------- | --------------------------------------------------------------------- | --------------------------------------------------------------------- | --------------------------------------------------------------------- | --------------------------------------------------------------------- | --------------------------------------------------------------------- |
| 8-1-2020                                                              | Irvine                                                                | Canada                                                                | 4 – 1                                                                 | Barbados                                                              | Amichevole                                                            | -                                                                     | 57’                                                                   |
| 11-1-2020                                                             | Irvine                                                                | Barbados                                                              | 1 – 4                                                                 | Canada                                                                | Amichevole                                                            | -                                                                     | 46’                                                                   |
| Totale                                                                |                                                                       | Presenze                                                              | 2                                                                     |                                                                       | Reti                                                                  | 0                                                                     |                                                                       |

## Palmarès

### Club

#### Competizioni nazionali
- Canadian Championship: 1

Montréal Impact: 2019
- Canadian Premier League: 1

Cavalry: 2024